# ヨーロッパ文化遺産の日

2007年時点の加盟国

ヨーロッパ文化遺産の日（ヨーロッパぶんかいさんのひ、英語: European Heritage Days、フランス語: Journées Européennes du Patrimoine)とは、『Europe: a common heritage』のモットーの下、50カ国が加盟するヨーロッパ文化会議を含む欧州評議会と欧州委員会の合同イベントである。

## 概要
毎年9月の第3週の週末に開催される。この日は、普段入れない歴史的な施設や美術館などが見学可能となるほか、普段入場料が徴取されている施設も無料になるか、割引される。
フランス全土では1万5000を超える歴史的建造物を見学可能となる。

## 歴史
- 1984年に、フランスで文化大臣が『La Journée Portes Ouvertes（ドアを開ける日）』を提唱し、毎年9月中旬の週末に、フランス 文化財（文化遺産）の日（Journées Du Patrimoine）が始まった[2]。
- 1985年10月3日、スペインのグラナダで開催されていた第２回ヨーロッパ建造物遺産担当大臣会議において、フランスの文化大臣ジャック・ラングが「ヨーロッパ文化遺産の日」を提唱した[2]。
- 1987年、オランダの『Open Monumentendag』を最初に、徐々に参加国が増えていった。
- 1991年には、EUがサポートし欧州評議会の主導で本イベントの開催が推し進められた。2010年には加盟した50カ国が参加した。

## 参加国と名称
- アンドラ: "Jornades europees del patrimoni"
- オーストリア: "Tag Des Denkmals"
- ベルギー: 
  -  ブリュッセル: Journées du patrimoine à Bruxelles / Open Monumentendagen in Brussel
  - フランドル: Open Monumentendag Vlaanderen
  -  ワロニア: Journées du patrimoine en Wallonie
- フランス: "Journées européennes du patrimoine"
- ドイツ: "Tag des offenen Denkmals"
- アイルランド: Heritage Week
- イタリア: "Giornate Europee del Patrimonio"
- ラトビア: "Eiropas kultūras mantojuma dienas"[3]
- オランダ: "Open Monumentendag"[4]
- ポーランド: "Europejskie Dni Dziedzictwa"[5]
- ポルトガル: "Jornadas Europeias do Património"
- スペイン: "Las Jornadas Europeas de Patrimonio"
- イギリス:
  -  イングランド: Heritage Open Days , Open House London
  -  スコットランド: Doors Open Days
  -  ウェールズ: Open Doors Days (ウェールズ語: Drysau Agored)
  -  北アイルランド: European Heritage Open Days
- スイス: "Europäischer Tag des Denkmals"